# Peter Biyiasas
Peter Biyiasas (ur. 19 listopada 1950 w Atenach) – amerykański szachista pochodzenia greckiego, reprezentant Kanady do 1980, arcymistrz od 1978 roku.

## Kariera szachowa
Urodził się w Grecji, będąc młodym chłopcem przeprowadził się wraz z rodziną do Vancouver, gdzie dorastał. W latach 70. XX wieku należał do ścisłej czołówki kanadyjskich szachistów. Czterokrotnie (1968, 1969, 1971, 1972) zwyciężał w mistrzostwach Kolumbii Brytyjskiej, był również dwukrotnym (1972, 1975) indywidualnym mistrzem kraju, a w 1978 zdobył tytuł wicemistrzowski. W 1971 zdobył brązowy medal drużynowych mistrzostw świata studentów, rozegranych w Mayagüez. Pomiędzy 1972 a 1978 czterokrotnie reprezentował Kanadę na szachowych olimpiadach, zdobywając trzy medale za wyniki indywidualne: srebrny (1978 – na II szachownicy) oraz dwa brązowe (1972 – na III szachownicy, 1976 – na I szachownicy). Dwukrotnie uczestniczył w turniejach międzystrefowych (eliminacjach mistrzostw świata), w 1973 zajął w Petrópolisie XV m., a w 1976 w Manili – XVII m.
Do największych sukcesów Petera Biyiasasa w turniejach międzynarodowych należały:
- dz. I m. w Norristown (1973, wspólnie z Kennethem Rogoffem, Hermanem Pilnikiem i Bruno Parmą),
- dz. III m. w mistrzostwach panamerykańskich (Winnipeg 1974, za Walterem Browne i Raúlem Sanguinettim, wspólnie z Alexandru Sorinem),
- dz. I m. w Santa Monica (1974, turniej American Open, wspólnie z Kimem Commonsem),
- III m. w Nowym Jorku (1977, za Andrew Soltisem i Leonidem Szamkowiczem),
- II m. w Nowym Jorku (1978),
- I m. w Vancouver (1979, memoriał Paula Keresa),
- dz. II m. w Zrenjaninie (1980),
- dz. IV m. w Wijk aan Zee (1980, za Walterem Browne, Yasserem Seirawanem i Wiktorem Korcznojem, wspólni z Janem Timmanem i Lwem Alburtem).

Pod koniec lat 70. XX wieku wyemigrował do Stanów Zjednoczonych, zamieszkał w San Jose i rozpoczął pracę jako programista w IBM (w 1971 ukończył matematyczne studia na University of British Columbia). W połowie lat 80. zakończył szachową karierę.
Najwyższy ranking w karierze osiągnął 1 stycznia 1979, z wynikiem 2485 punktów zajmował wówczas 1. miejsce wśród kanadyjskich szachistów.